# Карлоу (станция)
Карлоу — железнодорожная станция, открытая 4 августа 1846 года и обеспечивающая транспортной связью одноимённый город в графстве Карлоу, Республика Ирландия. 9 июня 1976 года на станции прекращено формирование товарных составов.

## Достопримечательности
Замок Карлоу, дольмен Браунсхилл.